# Taškurgan
Taškurgan (anglický přepis Taxkorgan, čínsky: 塔什库尔干镇, ujgursky تاشقورغان بازىرى ) je město v západní Číně, v autonomní oblasti Sin-ťiang asi 300 km jižně od města Kašgar v nadmořské výšce asi 3300 m n. m. Leží v blízkosti hranic s Tádžikistánem, Afghánistánem a Pákistánem. Tvoří centrum tádžického osídlení v Číně. Je posledním významnějším sídlem na čínské straně Karákóramské dálnice před jejím přechodem přes Chundžerábský průsmyk do Pákistánu. Leží však ještě několik hodin cesty od hranice.

## Historie

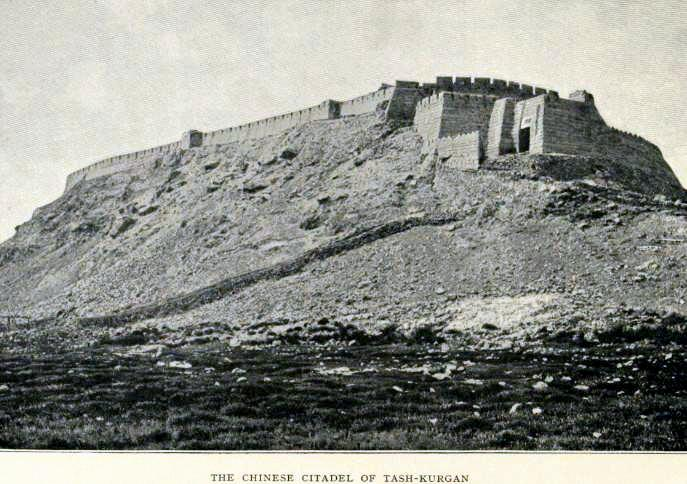
Pevnost v roce 1909

Město má velice dávnou historii, o níž svědčí mohutné zříceniny hradu i název města, který znamená „Kamenné město“. V historii leželo na Hedvábné stezce mezi Čínou a Pákistánem, kudy vede od roku 1982 Karákóramská dálnice.